# Andrographis
Andrographis, biljni rod iz porodice primogovki smješten u tribus Andrographideae, dio potporodice Acanthoideae. Postoji 27 priznatih vrsta na jugu Azije (Indija, Šri Lanka, Bangladeš, Mjanmar).
Poznatija vrsta je jednogodišnja biljka A. paniculata koja se od davnina koristi u tradicionalnoj medicini.

## Vrste
1. Andrographis affinis Nees
2. Andrographis alata (Vahl) Nees
3. Andrographis atropurpurea (Dennst.) Alston
4. Andrographis beddomei C.B.Clarke
5. Andrographis chendurunii E.S.S.Kumar, A.E.S.Khan & S.G.Gopal
6. Andrographis echioides (L.) Nees
7. Andrographis elongata (Vahl) T.Anderson
8. Andrographis explicata (C.B.Clarke) Gamble
9. Andrographis glandulosa (B.Heyne ex Roth) Nees
10. Andrographis gracilis Nees
11. Andrographis lawsonii Gamble
12. Andrographis lineata Nees
13. Andrographis lobelioides Wight
14. Andrographis longipedunculata (Sreem.) L.H.Cramer
15. Andrographis macrobotrys Nees
16. Andrographis megamalayana Gnanasek., Karupp. & G.V.S.Murthy
17. Andrographis monglunensis H.T.Chang & H.Chu
18. Andrographis neesiana Wight
19. Andrographis paniculata (Burm.f.) Nees
20. Andrographis producta (C.B.Clarke) Gamble
21. Andrographis rothii C.B.Clarke
22. Andrographis rotundifolia (Sreem.) Sreem.
23. Andrographis serpyllifolia (Rottler ex Vahl) Wight
24. Andrographis stellulata C.B.Clarke
25. Andrographis stenophylla C.B.Clarke
26. Andrographis subspathulata C.B.Clarke
27. Andrographis viscosula Nees